# ترسناک‌سران
ترسناک‌سران (نام علمی: Gorgonocephalidae) نام یک تیره از زیرراستهٔ سبدستاره است.